# 박도유
박도유(朴都儒, ?~670년)는 신라 문무왕 때의 장군, 귀족이다.
문무왕 8년(668년) 6월에 대아찬으로서 한성주행군총관(漢城州行軍摠管)으로 대당총관(大幢摠管) 김인문(金仁問) · 천존(天存) 휘하에서 군관(軍官) · 용장(龍長) 등과 함께 출정하여, 9월에 평양성을 함락하는 데 큰 공을 세웠다.
《삼국사기》에는 백제 잔민이 웅진(熊津)에서 부흥운동을 일으킬 때, 백제의 부녀자를 출가시키고 그를 부추겨 신라의 병기(兵器)를 훔쳐 한산주 관아를 습격하려는 음모를 꾀하였는데, 사건은 사전에 발각되어 그는 참형되었다고 한다.

## 같이 보기
- 나당전쟁